# Széchényi család

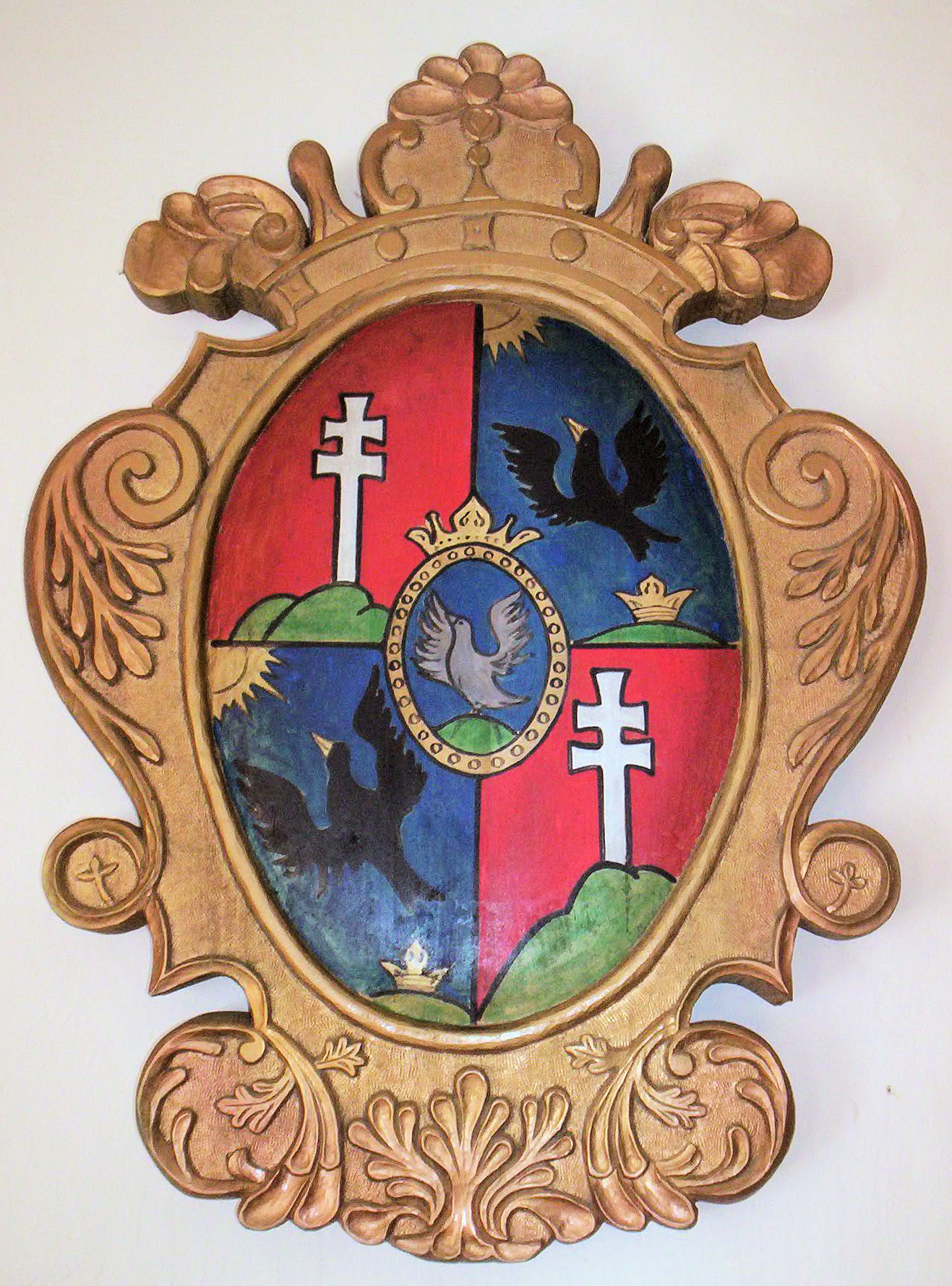
A Széchényi-címer, a magyar grófi címet 1697-ben I. Lipót adományozta az I. György érsek unokaöccsének, Széchényi Ferenc dédapjának, II. Györgynek, a családi jelmondat: Ha Isten velünk, ki ellenünk?

A Széchényi család Nógrád megyéből származik, nevét Szécsény mezővárosról eredezteti. Első kiemelkedő alakja, a családi vagyon megalapozója Széchényi György (1605/1606–1695), aki egy viszonylag későn induló papi pályán futott be hatalmas karriert. A magyar grófi címet 1697-ben I. Lipót adományozta az érsek unokaöccsének, Ferenc dédapjának, II. Györgynek. A 18. század első felében a nemzetség meglehetősen szerteágazott, de 1777-re Széchényi Ferenc maradt az egyedüli férfiörökös, aki megkapta a sárvári és felsővidéki előnevet.

## Híres családtagok
- Széchényi György (1605/1606–1695) – esztergomi és kalocsai érsek
- Széchényi Pál (1645–1710) – kalocsai érsek, Bács vármegye főispánja
- Széchényi Ferenc (1754–1820) – Somogy vármegye főispánja, Széchenyi István apja
- Széchenyi István (1791–1860) – „a legnagyobb magyar”
- Seilern Crescence (1799–1875) – Széchenyi István felesége
- Széchenyi Béla (1837–1908) – utazó
- Széchényi Pál (1838–1901) – politikus, miniszter
- Andrássy Erzsébet (1840–1926) – Széchényi Pál (politikus) felesége
- Széchenyi Ödön (1839–1922) – török császári pasa
- Széchényi Manó (1858–1926) – őfelsége, a király személye körüli miniszter, diplomata, a Szuverén Máltai Lovagrend díszlovagja, császári és királyi kamarás, az I. osztályú Vaskorona- és a Lipót-rend lovagja, titkos tanácsos
- Széchenyi Andor (1865–1907) – világutazó
- Széchenyi Dénes (1866–1934) – diplomata
- Széchenyi László (1879–1938)
- Széchenyi György (1889–1938) – főispán, politikus, újságíró
- Széchenyi Zsigmond (1898–1967) – vadász, író
- Széchenyi Károly (1906-1971) – földbirtokos, üzletember, a magyar turizmus és a lengyel-magyar kapcsolatok kiemelkedő alakja
- Széchenyi Pál (1918–1944) – politikus, katona, ellenálló a második világháború idején
- Széchenyi Tímea (1970) – Gróf Széchenyi Család Alapítvány kuratóriumi elnöke
- Széchenyi Krisztián (1983) – táncművész

## Az eddig ismert családfa
Széchényi-Szabó Benedek (1503–1542)
- A1 Tamás Széchényi-Szabó
  - B1 István, (* 1618)
    - C1 Péter, (* 1657)
    - C2 György, (* 1654, † 1687); neje: Kompolthy Ágotha
      - D1 Márton, (* 1667)
        - E1 András, (* 1684)
          - F1 György, (* 1709, † 1735); neje: Serfőző Zsuzsanna
            - G1 Mátyás, (*Szécsény, 1728); 1. neje: Adamovics Erzsébet; 2. neje: Kelemen Judit
              - H1 Antal, (* 1754); neje: Kelemen Dorottya
                - I1 Mátyás, (* 1788)
                - I2 József, (* 1794)
                  - J1 József, (* Szécsény, 1819, † Ipolyvarbó, 1872); neje: Cziriák Teréz
                    - K1 János, (* Ipolyvarbó, 1845); neje: Thomka Malvin
                      - L1 Margit
                      - L2 Jolán

                    - K2 Vilmos, (* Ipolyvarbó, 1853, † 1907); neje: Sólyomy Irma
                      - L1 Vilmos, (* 1885)
                      - L2 Andor, (* 1886)
                      - L3 Irma
                      - L4 Ilona

                    - K3 Hermin; férje: Ticsinszky Lajos

              - H2 János, (* Csitár, 1777); neje: szécsénykei Szécsényi Zsuzsanna
                - I1 István, (* Iliny, 1797)
                  - J1 István, (* Becske, 1819)

                - I2 Pál, (* Becske, 1800; neje: Foltin Mária
                  - J1 Pál, (* Becske, 1833)
                    - K1 Gusztáv
                    - K2 Vilma

                  - J2 Zsigmond
                    - K1Zsigmond

                  - J3 Imre
                    - K1 János
                    - K2 István

                  - J4 József

                - I2 Károly, (* Becske, 1813)

      - D2 Gáspár
      - D3 György
      - D4 Katalin

    - C3 János, (* 1671)
    - C4 Pál, (* 1669, † 1699)

## Az eddig ismert családfa 2. rész
- A2 Mihály Széchényi-Szabó, Veszprémi kapitány, (* 1530, † Szécsényke, 1580)
  - B1 Márton Széchényi-Szabó, (* Szécsényke, 1560, † Gyöngyös, 1629. előtt); neje: Bán Sára († Galgócz, 1653 után)
    - C1 György, (* Szécsényke, 1592, † Pozsony, 1695), esztergomi és kalocsai érsek
    - C2 Lőrinc (* Szécsényke, 1610, † Ráró, 1678. január 23. után); neje: (1630. január 24.) Gellén Judit, (* Kecskemét, 1615, † Ráró, 1682. május 6.)
      - D1 Márton (Ferenc), (* Gyöngyös, 1637. október 25., † Sáros, 1672. április 21.), jezsuita
      - D2 Erzsébet, (* Gyöngyös, 1643. október 10., † 1698. után); férje: báró gyöngyösi Nagy Ferenc († 1704)
      - D3 Pál, Kalocsai érsek (1696), Bács főispánja, (* Gyöngyös, 1645. június 28., † Sopron, 1710. május 22.)
      - D4 Kata, (* Gyöngyös, 1649. március 31., † Bóz, 1713. május 10.); férje: (1664) Vizkelety Ferenc († 1692)
      - D5 Judit, (* Győr, 1652. augusztus 3., † Pereszteg, 1678. előtt); férje: (1667) Jambrikovics György
      - D6 Márton, (* Kürt, 1653. október 7., † Ráró, 1691. június 10.); neje: (1680) szlavnicai Sándor Anna Mária († 1698)
      - D7 II. György, (* Nagyszombat, 1656. április 26., † Fertőszéplak, 1732. április 2.); neje: beketfalvai Mórocz Ilona († Sopron, 1703. január 6.), 1697-től sárvár-felsővidéki Széchenyi gróf
        - E1 Julianna, (* Egervár, 1679, † Dasztifalu, 1716. január 9.); 1. férje: Falussy László († 1695); 2. férje: (1696) telekes és ebergényi Ebergényi László báró (* 1656, † Dasztifalu, 1724. június 25.)
        - E2 Judit, (* Egervár, 1680, † Pozsony, 1699); férje: (1697) kispalugyai Palugyay Gábor
        - E3 I. Zsigmond, (* Egervár, 1681 – † Fertőszéplak, 1720. október 14.), császári-királyi kamarás, Egervár, Pölöske és Szentgyörgy várának örökös kapitánya, Somogy főispánja, 1. neje: (Németújvár, 1710. január 20.) németújvári Batthyány Mária Teréz grófnő († Sopron, 1721. június 15.); 2. neje: (Fertőszéplak, 1728. május 2.), szalai Barkóczy Mária grófnő (* 1695 † 1761. február 9.);
          - F1 Ferenc, (1. házasságból) (* Sopron, 1711, † Sopron, 1714. március 31.)
          - F2 Ignác, (1. házasságból) (* Sopron, 1712. március 14., † Bécs, 1777. február 24.); neje: hédervári és lósi Viczay Mária grófnő (* Hédervár, 1724. október 19., † Sopron, 1796. szeptember 29.)
          - F3 László, (1. házasságból) (* Sopron, 1713. február 19., † Sopron, 1760. november 19.); neje: Lós, 1739. november 8. Trakostyáni Draskovich Mária grófnő (* 1720 † 1799. november 5.)
            - G1 Imre, (* Fertőszéplak, 1740. november 8., † 1749)
            - G2 Maria Anna Térez, (* 1741. május 11., † 1777. január 17.; férje: (Sopron, 1761. február 6. galántai Esterházy Ferenc gróf (* 1738 † 1803. augusztus 19.)
            - G3 Mária Anna, (* 1742, † Fertőszéplak, 1743. március 10.)
            - G4 Mária Jozefa, (* Horpács, 1743. január 23., † Horpács, 1743. február 22.)
            - G5 Mária Kata, (* Horpács, 1749. október 28., † 1799. után); férje: Stampfer Johann

          - F4Antal Ferenc György Zsigmond József, (1. házasságból) (* Rohonc, 1714. március 11., † Cenk, 1767. augusztus 19.); neje: (Fertőszéplak, 1738. november 23. szalai Barkóczy Zsuzsanna grófnő († 1782. december 14.)
            - G1 Ignác Lőrinc György, (* Fertőszéplak, 1739. augusztus 11., † Fertőszéplak, 1741. január 14.)
            - G2 Mária Júlia, (* Fertőszéplak, 1740. november 8., † Fertőszéplak, 1741. január 30.)
            - G3 Anna Mária, (* Kiscenk, 1743. november 29., † 1783. július 25.); férje: 1762. augusztus 16. monoszlói és monyorókeréki Erdődy János gróf (* 1733. május 23., † 1806. március 23.)

          - F5 Jozefa, (1. házasságból) (* Sopron, 1716. szeptember 10., † Németpereszteg, 1758). június 7.; férje: 1733 Sárladányi Schmidegg Frigyes (* 1704, † Németpereszteg, 1758. június 4.)
          - F6 Katalin Anna Mária Erzsébet, (1. házasságból) (* Sopron, 1717. szeptember 27., † 1747. június 17.); férje: Fertőszéplak, 1734. június 20. vázsonykői és zicsi Zichy János (* 1710, † 1764)
          - F7 ismeretlen fiú, (1. házasságból) (* 1719. március 31.)
          - F8 II. Zsigmond, (1. házasságból), (* Sopron, 1720. december 21. – Fertőszéplak, 1769. október 19.), huszárkapitány, császári-királyi kamarás, neje: 1747. június 25., ciráki és dénesfalvi Cziráky Mária grófnő (* 1724. szeptember 1. – Sopron, 1787. november 7.)
            - G1 Mária Terézia, (* Fertőszéplak, 1749. október 9., † Gneixendorf, 1798. november 19.; férje: (Horpács, 1774. július 4. Kueffstein Johann gróf (* 1750. január 21., † Grünau, 1800. szeptember 9.)
            - G2 József János Antal, (* Fertőszéplak, 1751. január 12.; Sopron, 1774. november 30.), neje: 1772. szeptember 28. Festetics Julianna grófnő (* 1753. október 30. † 1824. január 20.)
            - G3 Zsigmond Ignác Antal, (* Fertőszéplak, 1752. január 15., † Fertőszéplak, 1753. február 15.)
            - G4 Anna Borbála, (* Fertőszéplak, 1753. március 2., † Újlak, 1817. november 6.); 1. férje: (Széplak, 1771. január 29. Gácsi Ghimes Forgách János gróf (* 1724, † 1774) 2. férje: (Kópháza, 1777. augusztus 17. Desfours Ferenc gróf (* 1737. február 1., † 1809. november 14.)
            - G5 Anna Jozefa, (* Fertőszéplak, 1759. július 25., † Bécs, 1791. április 5.; férje: (Horpács, 1783. június 1. Mesnil József báró (* 1755, † Sopron, 1798. április 23.)
            - G6 Ferenc János József, Sárvári és felsővidéki, (Fertőszéplak, 1754. április 29. – Bécs, 1820. december 13.) Somogy vármegye főispánja, főkamarásmester, aranygyapjas lovag, királyi küldött és biztos, politikus, neje: (Kópháza, 1777. augusztus 17., Festetics Julianna grófnő (* 1753. október 30. † 1824. január 20.)

## Az eddig ismert családfa 3. rész
- -     -       -         -           -             -               - H1 György Mária János (Horpács, 1778. május 26. – Horpács, 1778. december 23.)
              - H2 Lajos Mária Alajos Dániel Ignác (* Horpács, 1781. november 6.; † Bécs, 1855. február 7.) 1. neje: (1801. május) Clam-Galles Alojzia († 1822) 2. neje: Wurmbrand Stuppach Francoise (1797–1873).
                - I1 János Nepomuk Lajos Ferenc Károly (1802. június 3. – 1874. február 24.) (1. házasságból) neje: (Gyepüfűzes, 1825. október 30.) monyoszlói és monyorókeréki Erdődy Ágota grófnő (* 1808. április 7., † 1882. március 22.)
                  - J1 László (1826–1887) neje: Haas Ágota
                  - J2 György neje: Schwarz Johanna
                  - J3 Agáta férje: Breunner Ágost gróf
                  - J4 Emesztina férje: Zichy László gróf
                  - J5 Mária, férje: Somsich Imre gróf
                  - J6 Sándor (* Bécs, 1837. október 27. – 1913. február 17., Tolna főispánja, belső titkos tanácsos, neje: (1866) Dőry Nathalia
                    - K1 Bertalan (* Sopron, 1866–1943. június, neje: (Budapest, 1907. december) Andrássy Natália grófnő
                      - L1 Márton (* 1909. szeptember – 1987.)

                    - K2 Lajos (* Gyönk, 1868. március – 1919. április)
                    - K3 Domonkos (* Gyönk, 1871. április 10. – 1950. március 12.), neje: (1950. február 18.) Szombathy-Samu Aurélia, (* 1901)
                    - K4 Alice, (Nagydorog, 1873. június 1. – Bécs, 1930)

                - I2 Mária Júlia (1. házasságból), * Sopron, 1804. január 5., † Pest, 1863. március 26.; férje: (Bécs, 1824. december 10. vázsonykői és zicsi Zichy László gróf (* Pozsony, 1799. augusztus 11., † Pest, 1868. január 9.)
                - I3 Alojzia vagy Louise (1. házasságból), * Sopron, 1807. december 21./augusztus 21./július 20., † Bécs, 1842. március 3.; férje: (Bécs, 1833. október 29.) Wurmbrand-Stuppach Ferdinánd gróf (* Bécs, 1807. október 15., † Ischl, 1886. május 25.)
                - I4 Júlia * 1809. május 16., † Bécs, 1885. november 9.; férje: (1835. január 21.) Joseph Martin Parry-Waltham († 1846. november 20.)
                - I5 Károly * Sopron, 1812. május 17., † Bécs, 1842. november 25.
                - I6 Adalbert Antal Ferenc László István * Buda, 1814. március 7., † 1815. április 23.
                - I7 Zsófia * Bécs, 1820. május 7., † Bécs, 1840. március 6.
                - I8 Imre (2. házasságból), (* Bécs, 1825, február 15.), berlini nagykövet, neje: (Őrmező, 1865. december 27.) Sztáray Alexandra grófnő (* Tarna, 1843. január 12., † Budapest, 1914, december 30.)
                - I9 Dénes (2. házasságból), (* Horpács, 1825. szeptember 7.)[3] vagy (1828 † Gutenstein, 1892. szeptember 28.);, neje: (Bécs, 1857. április 22.) Hoyos Mária[4] grófnő, Stichsenstein bárónője (* Brünn, 1838. február 3., † Sárpentele, 1926. július 21.)
                  - J1 Imre, (Horpács, 1858. március 31.), neje: (1885), Andrássy Mária
                    - K1 ifj. Imre († 1923), neje: Nádasdy Ilona
                      - L1 Ilona (* 1923)

                  - J2 ismeretlen lány, férje Andrássy Géza gróf
                  - J3 ismeretlen fiú
                  - J4 ismeretlen fiú
                  - J5 Viktor (Pozsony, 1871–1945), neje: (1897), Ledebur Wicheln Karolina
                    - K1 Széchenyi Zsigmond (vadász)|Zsigmond]], 1. neje: (1936) Stella Crowther 2. neje: (Keszthely, 1953. május 5.) Hertelendy Margit
                      - L1 Péter (1. házasságból) (* 1939. február 4.

                    - K2 Sarolta
                    - K3 Irma
                    - K4 Márta
                    - K5 Antal

              - H3 Franciska Karolina * Cenk, 1783. november 4., † Pinkafő, 1861. október 10.; férje: (Kópháza, 1802. október 5.) németújvári Batthyány Miklós gróf (* 1778. június 24. † 1842. április 14.)
              - H4 Zsófia, (* Bécs, 1788. október 25.; † Bécs, 1865. április 19.), férje: Zichy Ferdinánd gróf
              - H5 Pál, (Bécs, 1789. november 10. – Sopron, 1871. március 30.), neje: Zichy Emília grófnő (1803. november 13. – Bécs, 1866. szeptember 13.)
                - I1 Mária * 1813
                - I2 Andor * 1812. november 23. † Bayreuth, 1841. február 28.
                - I3 Kálmán, (* Sopron, 1824. október 6., † Sopron, 1914. január 17. neje: (1852. április 27.) Grünne Karolina grófnő (* Bécs, 1832. július 5., † Graz, 1911. március 21.)
                  - J1 Károly Fülöp Mária, (* Sopron, 1853. május 8., † 1916)
                  - J2 Paula Karolina Mária Emília, (* Sopron, 1854. március 23., † Hőgyész, 1928. február 20.); férje: (Bécs, 1876. április 24.) nagyapponyi Apponyi Géza gróf (* Bécs, 1853. február 13., † Hőgyész, 1927. február 17.)
                  - J3 Irma Karolina Felícia, (* Sopron, 1855. június 28., † Budapest/Jamnitz, 1832. október 7.; férje: (Bécs, 1876. június 20.) Pallavicini Oswald Sándor (* Szeged, 1853. május 6., † Bécs, 1933. április 14.)
                  - J4 Melanie Karoline Ludovika Mária, (* Sopron, 1857.március 5., † Sopron, 1927. november 25.)
                  - J5 Manó István Károly Mária (Sopron, 1858. július 30. – Sennyefa, 1926. december 29.) őfelsége, a király személye körüli miniszter, diplomata, a Szuverén Máltai Lovagrend díszlovagja, császári és királyi kamarás, az I. osztályú Vaskorona- és a Lipót-rend lovagja, titkos tanácsos, neje: (Győr, 1907. november 11., Maria Theresia Revertera von Salandra grófnő (* Szentpétervár, 1864. október 15., † Sopron, 1933. május 27.)

                - I4 Mária (2. házasságból) * 1825. október 2., † 1849. március 11.
                - I5 Erzsébet (2. házasságból) * Sopron, 1827. március 17., † Madrid, 1910. november 28.; férje: (Bécs, 1848. május 8.) Don Pedro Caro y Álvarez de Toledo, Romana márkija (* 1827. július 9., † 1890)
                - I6 Gábor (2. házasságból) * Sopron, 1828. március 1., † Hegyfalu, 1921. április 2.; neje: (Sopron, 1859. április 26. Szentgyörgyi Horváth Felícia (* Budapest, 1838. december 5., † Hegyfalu, 1920. augusztus 5.)
                  - J1 Eugénia * 1873. december 12., † Hegyfalu, 1921. április 2.

                - I7 Gyula (2. házasságból) * Bécs, 1829. november 11., † Budapest, 1921. január 13.; 1. neje: (Oroszvár, 1863. július 6. vázsonykői és zicsi Zichy-Ferraris Karolina grófnő (* 1845. október 13. † 1871. december 25.); 2. neje: (Bécs, 1875. február 3. Paola Klinkosch (* 1851. február 18., † Abbázia, 1901. január 3.)
                - I8 Géza, (2. házasságból) * 1830. december 5., † 1832. december 15.
                - I9 Kálmán, (2. házasságból) * Bécs, 1833. április 3., † 1839. április 24.
                - I10 Ferenc, (2. házasságból) * Bécs, 1835. március 4., † Tarnóca, 1908. szeptember 23.; neje: (1861. szeptember 20.) monoszlói és monyorókeréki Erdődy Franciska grófnő (* 1841. április 16. † 1906. október 4.)
                - I11 Jenő, (2. házasságból) * Bécs, 1836. február 7., † Vörösvár, 1911. március 12.; neje: (1864) monoszlói és monyorókeréki Erdődy Henrietta grófnő (* 1838. május 22. † 1905. szeptember 8.)
                  - J1 Ilona, * Vörösvár, 1865. július 9., † Szombathely, 1931, június 12.
                  - J2 Emília, * Vörösvár 1866, szeptember 17. † Vörösvár 1928. június 17.; férje: (Tarnóca, 1885. február 24. monoszlói és monyorókeréki Erdődy Gyula grófó (* Vörösvár, 1845. február 24., † Vörösvár, 1917. január 13.)
                  - J3 Miklós, * Sopron, 1868. január 6., † Budapest, 1923. december 1.
                  - J4 Jenő, * Vörösvár, 1872. november 30., † Majláthgárdony, 1935. november 23.; neje: (Budapest, 1903. április 16. törökszentmiklósi és zsadányi Almásy Huberta grófnő (* Graz, 1880. május 19., † Budapest, 1946. február 5.)
                    - K1 Anna Mária Gobertina, * Révfalu, 1904. január 17. † Passaic, New Jersey, 1971. június 22.; férje: (Szentlőrinc, 1922. február 23. székhelyi Majláth Géza gróf (* Majláthgárdony, 1896. január 25., † Toronto, 1971. november 23.)
                    - K2 Henrietta Mária Gobertina, * Rábasebes, 1905. október 28., † Pasadena, Kalifornia, USA 1980; 1. férje: (Felsőszemeréd, 1930. december 27.) Moritz von Hoeller-Bertram báró (* Töre, 1878. május 7., † Hallstatt, 1956. május 22.); 2. férje: (Hollywood, Kalifornia, USA, 1960. november 24. Raymond Weller (* Albany, New York, USA, 1895. május 13.
                    - K3 Miklós József Mária Gobert Széchényi-Erdődy, * Rábasebes, 1906.november 15., † Budapest, 1944. december 23.; 1. neje: (Budapest, 1928. október 17. (elvált: 1932) beliscsei és gelsei Guttmann Éva Mária bárónő (* Budapest, 1908. március 2.); 2. neje: (Újpest. 1939. szeptember 11. Buzin Keglevich Gabriella grófnő (* 1914. január 21.)
                      - L1 Stefánia Mária Gobertina, (1. házasságból) * Budapest, 1930. január 14.; férje: (Greenwich, Connecticut, USA, 1960. november 19. (elváltak)Végvári Neuman Károly báró (* Bécs, 1929. szeptember 27.)

                    - K4 Huberta Mária Gobertina, * Rábasebes, 1908. december 18., † Göteborg, 1978. január 27.; 1. férje: (Semmering, 1927. február 22.székhelyi Majláth Ferdinánd (Nándor) gróf (* Zavar, 1891. március 13., † Bécs, 1929. február 22.); 2. férje: (Várna, 1939. augusztus 18. révai Révay János gróf (* 1900. május 27. † 1953. július 12.)
                    - K5 Mária Ágnes Gobertina, * Rábasebes, 1910. szeptember 20., † Bell Buckle, Tennessee, USA, 1996. június 2.; férje: (Bodrogkeresztúr, 1929. február 12. kissennyei Sennyei János gróf (* Bély, 1902. november 18., † Bell Buckle, Tennessee, USA, 1993. május 1.)
                    - K6 Tasziló Manó Mária Gobert, * Rábasebes, 1912. június 19., † Miami, Florida, USA, 1988. április 27.; neje: (Budapest, 1940. május 9. (elvált: 1946) Wenckheim Sarolta grófnő (* Bécs, 1916. július 17., † Budapest, 1991. január 27.)
                      - L1 Erzsébet, * Budapest, 1941. március 9.; férje: (Budapest, 1960. december 10. Ágh Attila (* Balatonszemes, 1939. június 23.)
                      - L2 Irma (Kinga), * Budapest, 1941. március 9.; férje: (Budapest, 1962. május 12. Prékopa András (* Nyíregyháza, 1929. szeptember 4.)

                    - K7 Eugénia (Éna) Mária Gobertina, * Rábasebes, 1914. március 31.); férje: (Stockholm, 1945. február 10.) Anders Haakon Lilliestierna (* Lan Skaraborg, 1910. szeptember 6.)
                    - K8 Béla Mária Gobert, * Rábasebes, 1919. augusztus 28., † Szentlőrinc, 1920. március 22.

                  - J5 Marietta, * Gyöngyösapáti, 1878. szeptember 19., † Várpalota, 1938. február 4.; férje: (Szentlőrinc, 1899. október 18. vázsonykői és zicsi Zichy Frigyes gróf (* Szentpéter, 1860. február 2., † Budapest, 1927. december 7.)
                  - J6 Pál, * Gyöngyösapáti, 1880. szeptember 24., † Vörösvár, 1918. november 21.; neje: (Acsád, 1908. július 22. mezőszegedi Szegedy Erzsébet (* Acsád, 1881. július 6.,  † Ludányhalászi, 1957.október 24.
                    - K1 Irma (Mária) Erzsébet Gobertina, * Acsád, 1909. május 31., † Budapest, 1988. október 25.; 1. férje: (Ötvös, 1932. július 1. (elvált: 1935) jóbaházai Dőry Miklós (* Jágónak, 1908. február 2., † Nagykőrös, 1972. december 26.; 2. férje: (Budapest, 1974) Sztyepanec Tyihon (* Rodno, 1910. június 17., † Budapest, 1980. november 23.)
                    - K2 György Mária Pál Gobert, Fejér vármegye főispánja, * Acsád, 1910. július 14., † Bonn, 1984. november 22.; 1. neje: (Budapest, 1943. április 8. (elvált: 1949) Wanke Klára; 2. neje: (Budapest, 1954. április 9. alsódombori Zalán Róza Mária (* Budapest 1908. március 24., † Bonn, 1982. december 2.)
                      - L1 István György Ernő Mária Pál, (1. házasságból) * Budapest, 1945. október 23., † Budapest, 1946. február 11.

                - I12 Tivadar, * Bécs, 1837. március 12., † Pöstyén, 1912. június 17.; neje: monoszlói és monyorókeréki Erdődy Johanna grófnő (* Bécs, 1835. november 24., † Felsőlendva, 1915. december 3.)
                  - J1 Tivadar, † Boriszláv, 1915. október 21.

                - I13 Pál  Kelemen Ferenc Paula Mária, (Sopron, 1838. november 6. – Budapest, 1901. október 28.), neje: Bécs, 1861. április 27., krasznahorkai és csíkszentkirályi Andrássy Erzsébet grófnő, (Bécs, 1840. január 26. – Budapest, 1926. október 2.)
                  - J1 Aladár Pál György Julián Mária, (Bécs, 1862. február 15. – Budapest, 1936. május 11.), 1. neje: (Budapest, 1884. július 5.(elvált) krasznahorkai és csíkszentkirályi Andrássy Natália grófnő (1864. január 16. – 1951. április 6.); 2. neje: (Kaposvár, 1918. december 5. Viszay Flóra (Marcali, 1897. július 29. – Budapest, 1983. június 21.)
                    - K1 Gabriella Paula, (1. házasságból) (Lábod, 1885. augusztus 15. – Bázel, Svájc, 1924. szeptember 4.); férje: (Budapest, 1904. június 1.) Heinrich von Haugwitz gróf (Námiest nad Oslavou, Moravia, 1870. október 5. – Brünn, 1927. március 26.)
                    - K2 Mária Erzsébet Natália, (1. házasságból) (Lábod, 1887.szeptember 8. – Bécs, 1972. február 3.; férje: (Budapest, 1907. november 18. Windischgraetz Ludwig (Krakkó, 1882. október 20. – Bécs, 1968. február 3.)
                    - K3 György Mária, (1. házasságból) Zemplén főispánja, (Lábod, 1889. május 28. – Monok, 1938. augusztus 26.); neje: (Budapest, 1917. december 10.) Vázsonykői és zicsi Zichy Anasztázia grófnő (Belatinc, 1891. július 16. – Bécs, 1969. május 31.)
                      - L1 Pál Ágost Mária Aladár Ferenc, (Budapest, 1918. szeptember 8. – Budapest, 1944. november 23.) katona
                      - L2 Ferenc Mária Ágost György Tádé, (* Káloz, 1919, augusztus 15.; neje: (Bécs, 1965. december 18.) Elisabeth Lattmann (* Toronto, 1938. március 12.)
                        - M1 Natália, (* Bécs, 1966. október 18.); férje: (Bécs, 1988. szeptember 25.) Stephan von Ledebur-Wicheln gróf (* München, 1962. március 15.)
                        - M2 Larissza, (* Bécs, 1967. december 18.); férje: (Klosterneuburg, 1993. szeptember 25.) Brissac Karl Andreas

                      - L3 Ágost Manó Mária Tivadar Alajos, (* Káloz, 1921. január 23.); neje: (Budapest, 1944. július 4.) (elvált: 1954) felsőpulyai Rohonczy Sarolta Éva Mária bárónő (* Szombathely, 1921. január 5.)
                      - L4 György Gábor Mária Manó Jenő, (Káloz, 1923. június 30. – Bécs, 1986. március 3.; 1. neje: (Bécs, 1966. május 5.) Ursula Michalek; 2. neje: (Bécs, 1975. június 3.) Margaret Schuster
                        - M1 Pál Mátyás Mária, (2. házasságból) (* Bécs, 1976. május 5.)
                        - M2 Fedora Mária Katalin, (2. házasságból) * Bécs, 1980. december 7.)

                      - L5 Benedek Mária József Alajos István, (* Káloz, 1926. december 23.)

                    - K4 Mihály Mária Pál, (1. házasságból) (Unter-Schmeks, 1895. július 16. – Budapest, 1959. május 26.; 1. neje: (Budapest, 1923. június 8. (elvált) szentlőrinci Cséry Sarolta (Budapest, 1895. január 17. – Budapest, 1977. július 12.); 2. neje: (Felsőméra, 1947. február 15.) Szász Katalin (* Hernádvécse, 1922. február 12.)
                      - L1 Mihály, (1. házasságból) (Budapest, 1924. május 25. – 1944. október 27.
                      - L2 Mihály, (2. házasságból) (* Szikszó, 1948. február 20.; neje: (Pécs, 1972. június 30.) Muszty Csilla(* Pécs, 1951. június 18.)
                        - M1 István, (* Bécs, 1975. április 1.)

                    - K5 Emília Mária Franciska, (2. házasságból) (* Budapest, 1921. január 31.); 1. férje: (Budapest, 1940. (elvált) Impérfalvi Kászon Bornemissza Tivadar báró (Budapest, 1913. április 6. – Ebrechsdorf, 1958. december 24.); 2. férje (1953. január 17.) Muzsay József

                  - J2 Mária Franciska Georgina, (Románfalva, 1863. szeptember 19. – Budapest, 1932. április 30.), férje: (Budapest, 1886. június 10.) székhelyi Majláth József gróf (Pécs, 1858. április 11. – Ófehértó, 1940. április 2.)
                  - J3 Emil József Károly Mária, (Bécs, 1865. január 9. – Pusztazámor, 1932. június 30.), neje: (Budapest, 1892. január 23.) kéthelyi Hunyadi Mária grófnő (Ürmény, 1870. július 15. – Hács, 1945. február 10.)
                    - K1 Alajos Mária Pál József Imre, (Vajszka, 1892. december 11. – Dobronoutz, 1915. június 25.)
                    - K2 Erzsébet Henrietta Mária Felícia Franciska Dominika, (Vajszka, 1895. augusztus 2. – Erzsébettanya, 1957. január 14.); 1. férje: (Budapest, 1916. február 19. (elváltak: 1934. november 20.) Ernst Schwarzenberg (Wossow, 1892. október 11. – Písek, 1979. december 18.); 2. férje: (Budapest, 1935. február 11.) Lincour Ramaille Collas Tibor báró (Nagysáros, 1892, október 18. – 1961)
                    - K3 Henrietta Mária Paulina, (Budapest, 1900. február 22. – Hőgyész, 1969. november 6.; férje: (Balatonföldvár, 1925. június 13. nagyalásonyi Barcza Imre (* Budapest, 1896. március 30.)
                    - K4 Pál Imre Mária József Manó Emil Antal Henrik, (Sopron, 1904. március 14. – † Budapest, 1978. december 8.; neje: (Balatonföldvár, 1935. szeptember 4.) Weimess Gabriella (* Budapest, 1907. március 27.- † Budapest, 1958. augusztus 11.; 1.f. dr. oroszi Marton György ügyvéd)
                      - L1 Elemér, (* Kaposvár, 1940.augusztus 2. – † Zánka, 2003. január 30.); 1. neje: Jakl Erika (* Jauer (Németország) 1944. december 29.- †Budapest, 1996.október 28.) (elvált: Budapest, 1982. január 29.) ; 2. neje: Móró Lilla
                        - M1 Tímea Gabriella, (1. házasságból) (* Budapest, 1970. augusztus 29.)
                        - M2 Gábor, (1. házasságból) (* Budapest, 1973. március 31.) neje Pánya Ildikó (Budapest 1973.02.23.)
                        - Kristóf  Budapest  1997.10.22
                        - Zsombor Budapest  2002.09.16.
                        - M3 Krisztián, (2. házasságból) (* Keszthely, 1983. Február 12.)

                    - K5 Magdolna, (* Vajszka, 1907. február 18.)

                - I14 Dorottya Franciska Júlia Mária, (2. házasságból) * Bécs, 1841. november 29., † Bécs, 1892. február 22.; férje: (Sopron, 1860. október 15.) Heinrich von Pereira-Arnstein báró (* Reindorf, Bécs, 1836. június 27., † Feldhof, Graz, 1903. július 10.)

              - H6 István, (Bécs, 1791. szeptember 21–Döbling, 1860. április 8.), neje: (1836. február 4.), Seilern-Aspang Crescence (Louise) grófnő (Brünn, 1799. május 13. – Kiscenk, 1875. július 30.)
                - I1 Béla István Mária (* Buda-Pest, 1837. február 3- Budapest, 1908. december 12.), földrajzi és geológiai kutató, neje: (Bécs, 1870. június 22.) monoszlói és monyorókeréki Erdődy Johanna grófnő
                  - J1 Alice (* Nagycenk, 1871. szeptember 2., † Pomáz, 1945. március 20.), férje: (Budapest, 1895. július 17.) széki Teleki Tibor gróf (* Gyömrő, 1871. május 18., † Gyömrő, 1942. szeptember 26.)
                  - J2 Johanna (* Nagycenk, 1872. október 14., † Gmunden, 1957. november 1.), férje: (Budapest, 1902. március 4. nagykárolyi Károlyi Lajos gróf (* Heiligendamm, 1872. augusztus 10., † Friesach, 1965. május 23.)

                - I2 Ödön György István Károly (* Pozsony, 1839. december 14. – Isztambul, 1922. március 24.), török pasa 1. neje: (Esztergom, 1864) Almay Irma, (1844–1891); 2. neje: (Konstantinápoly, 1891), Christopulos Eulália (1854–1918)
                  - J1 András Andor István Mária Béla (1. házasságból), (Pest, 1865. augusztus 1. – Nieder-Ollwitz, 1907. március 2.) világutazó, neje: (1884) Elena Korostowzoff (elváltak: 1899)
                    - K2 Lipót András István Miklós Sándor Katalin (1886–1920)

                  - J2 Wanda (1. házasságból)(* 1870– † Teherán, 1916. december 18.); férje: (1884. június 13.) Wahram Dadiani († 1916)
                  - J3 Olga (2. házasságból) (1873. augusztus 8–Gleichenberg, 1889.április 21.)
                  - J4 Ilona (2. házasságból), (Konstantinápoly, 1888. május 7–Budapest, 1951. január 11.)
                  - J5 Gusztáv Géza Ferenc Anasztáz (2. házasságból), (Konstantinápoly, 1889. október 10–Mainz, 1966. november 17.), neje: (Bregenz, 1945. december 3. (elvált: 1950) Ingeborg Laura Sauer (* Mainz, 1920. november 20.)
                    - K1 Géza Miklós Mihály Fülöp Konstantin, (* Mainz-Mombach, 1946. december 10.); 1. neje: Gisella Beck (* Mainz, 1944. november 11.) 2. neje : 
                      - L1 Gizella,(1. házasságból) (* Mainz, 1969. szeptember 24.)
                      - L2 Géza, (1. házasságból) (*Mainz, 1972. október 10.
                      - L3 Lili (2. házasságból) (*Budapest, 2004. február 17.)

                  - J6 Bálint Emil Richárd Péter (2. házasságból), (* Konstantinápoly, 1893. november 23., † Párizs, 1954. október 21.), 1. neje: (Moszkva, 1921. július 25., (elvált: 1931) Maria (Maya) Galitzin hercegnő (* Marijno, 1895, † Willebadessen, 1976. június 7.); 2. neje: 1932. május 30. Királykuti Bechruch Margit (* Budapest, 1893. május 26., † Párizs, 1954. május 12.)
                    - K1 Marianna Veronika Paula Huberta, (* Budapest, 1923. augusztus 1., † München, 1999. február 10.); férje: (Salzburg, 1952. június 12.) Harisi Olivér (* Budapest, 1899. július 10., † Auckland, 1977. március 17.)
                    - K2 Alexandra Crescencia Angela Erzsébet, (* Hegykő, 1926. október 1.); férje: (Gulpen, 1958. szeptember 24. Dietrich Eberhard Wrede (Diethard) (* Willebadessen, 1930. május 20.)
                    - K3 Éva Mária Ilona Gabriella, (* Sopron, 1928. december 24.; † Willebadessen, 1997. december 26.
                    - K4 Beatrix Mária Valéria Teréz Emerika, (* Hegykő, 1930. január 30.); férje: (Wadersloh, 1957. október 21. (elvált: 1986) Schönburg-Glauchau és Waldenberg Joachim gróf (* Glauchau, 1929. február 4.)

                - I3 Júlia (* Pozsony, 1844. január 15. – Pozsony, 1844. január 31.)

          - F9 József, (2. házasság) (* Széplak, 1732. december 4.)
          - F10 Ferenc, (2. házasság) (* Széplak, 1734. március 30.)
          - F11 Mihály, (2. házasság) (*† Széplak, 1735. július 8.)

      - D8 Ilona, (* Kürt, 1659. június 19., † Kiscenk, 1712. előtt); 1. férje: Tallián István († 1694); 2. férje: Sanko Miklós († 1720. március 29.)

-->

## Album

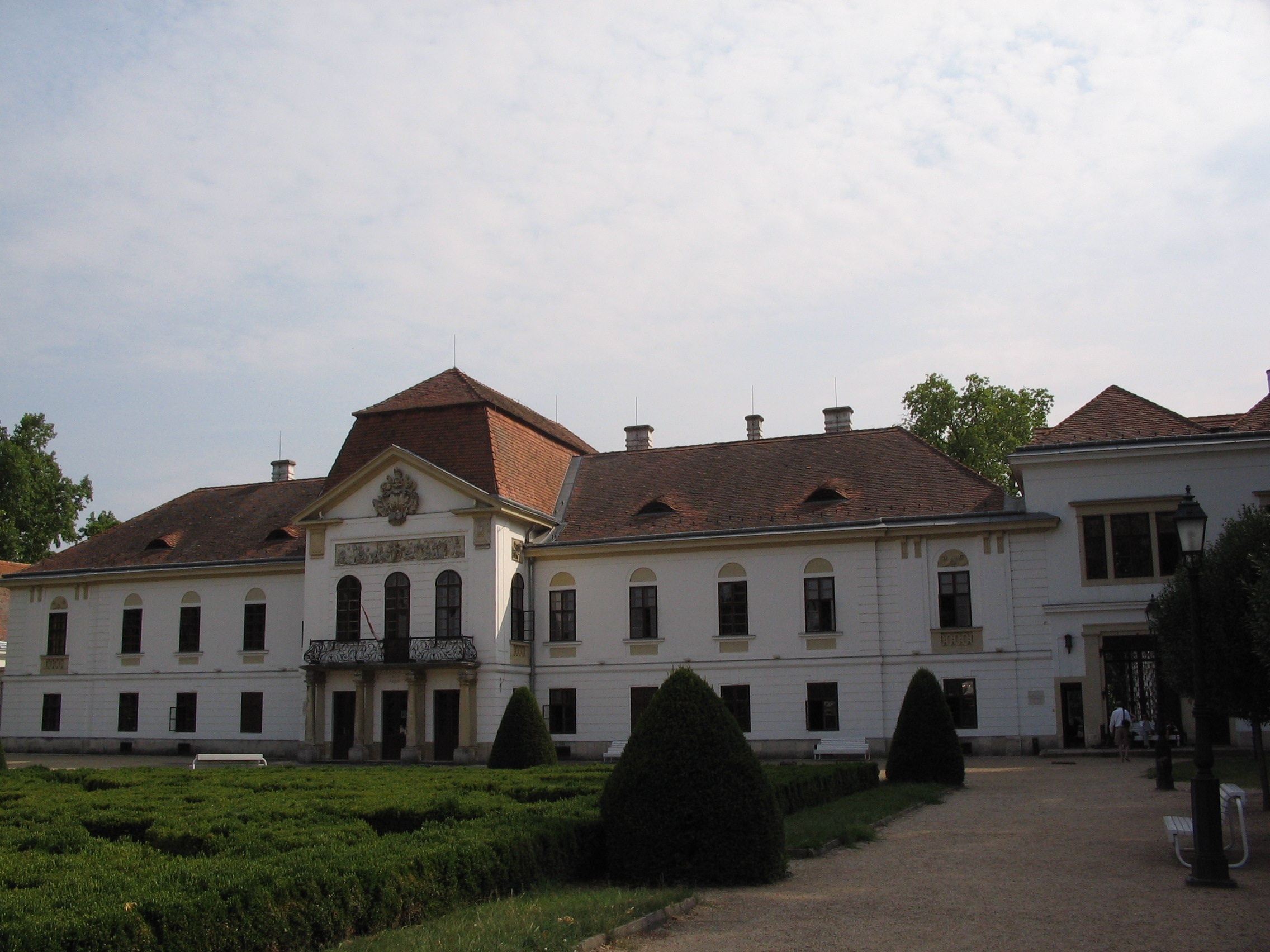
A nagycenki kastély főbejárata
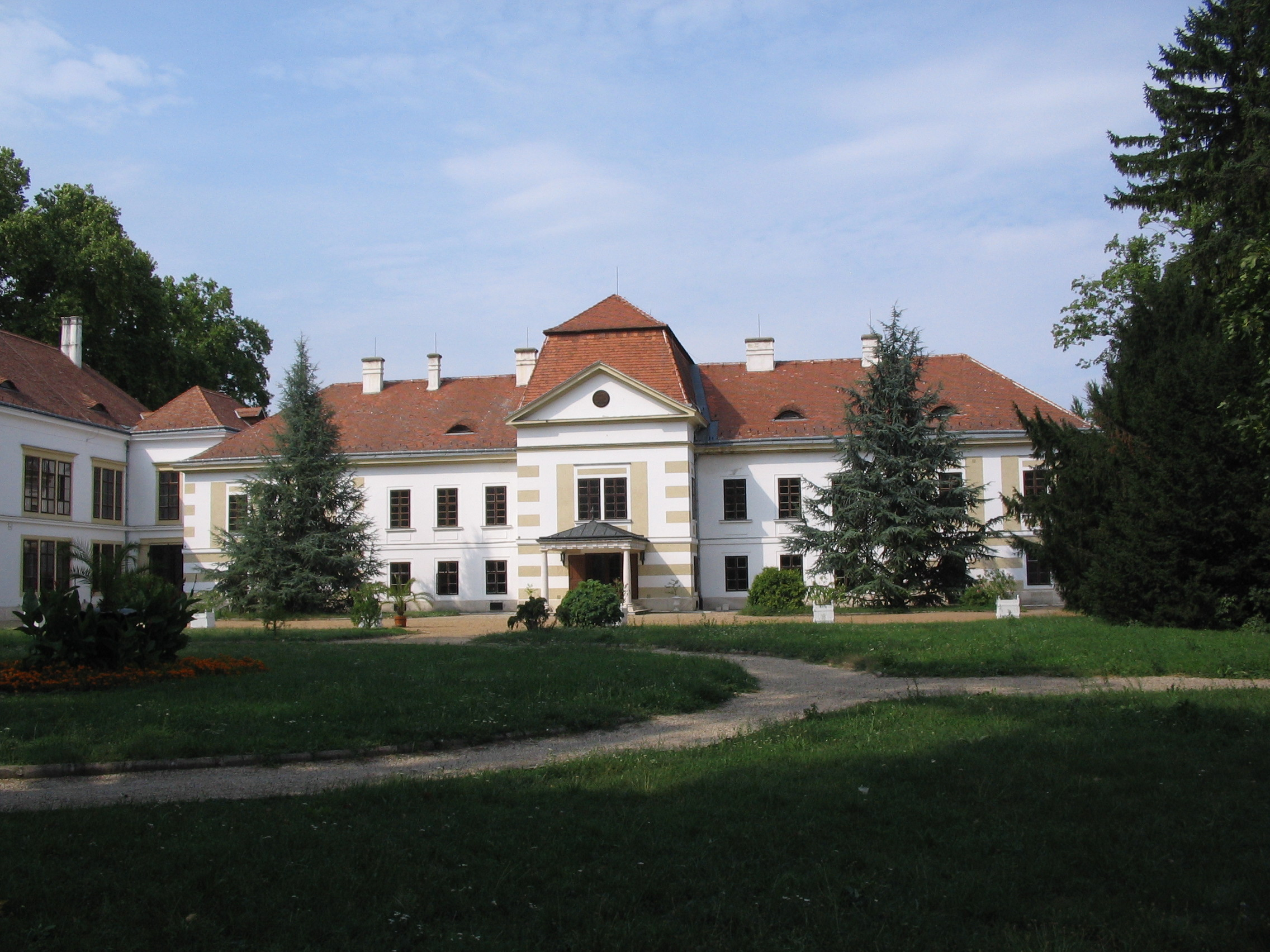
A nagycenki kastély hátsó bejárata a parkból
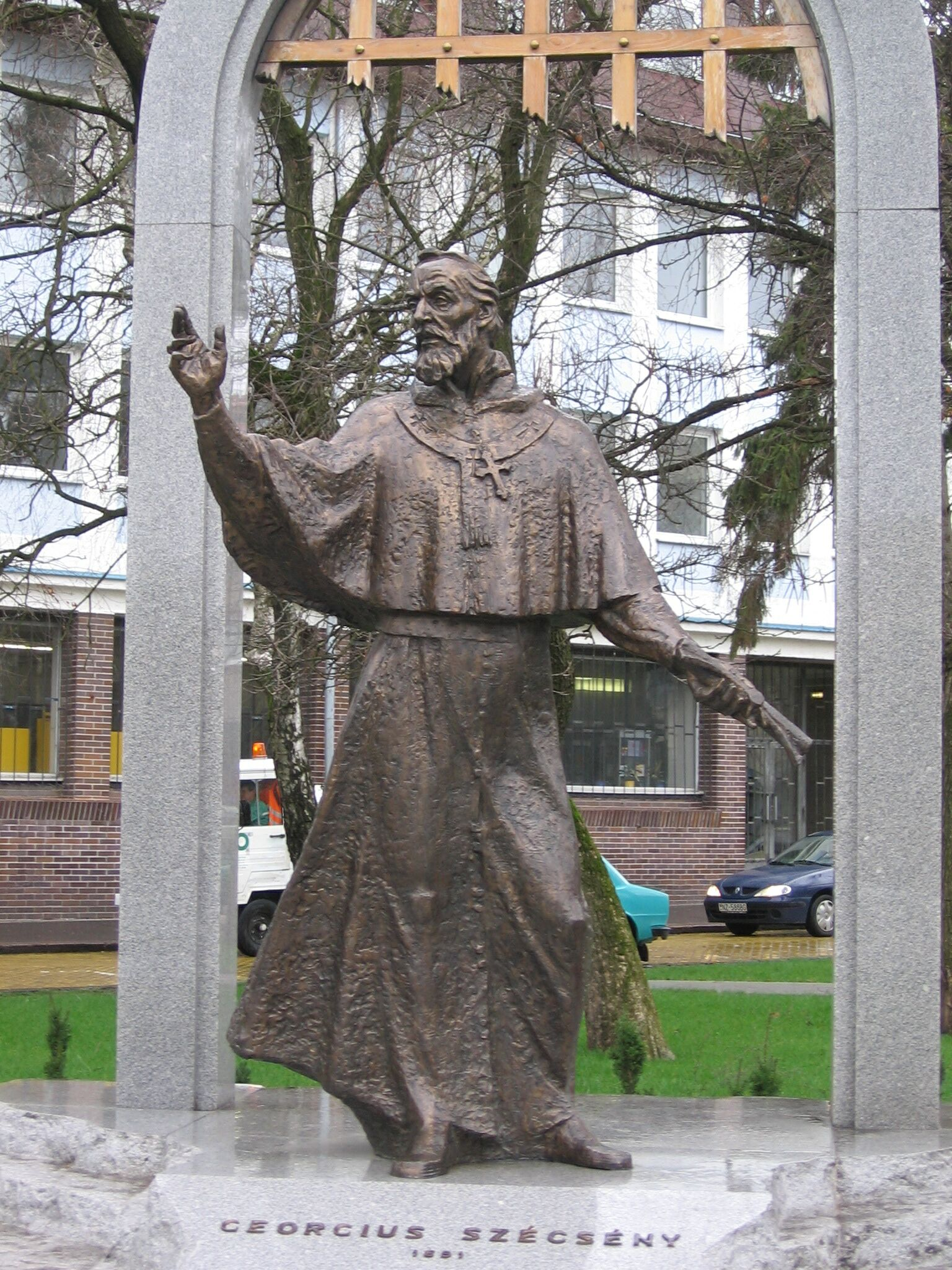
Széchényi György érsek
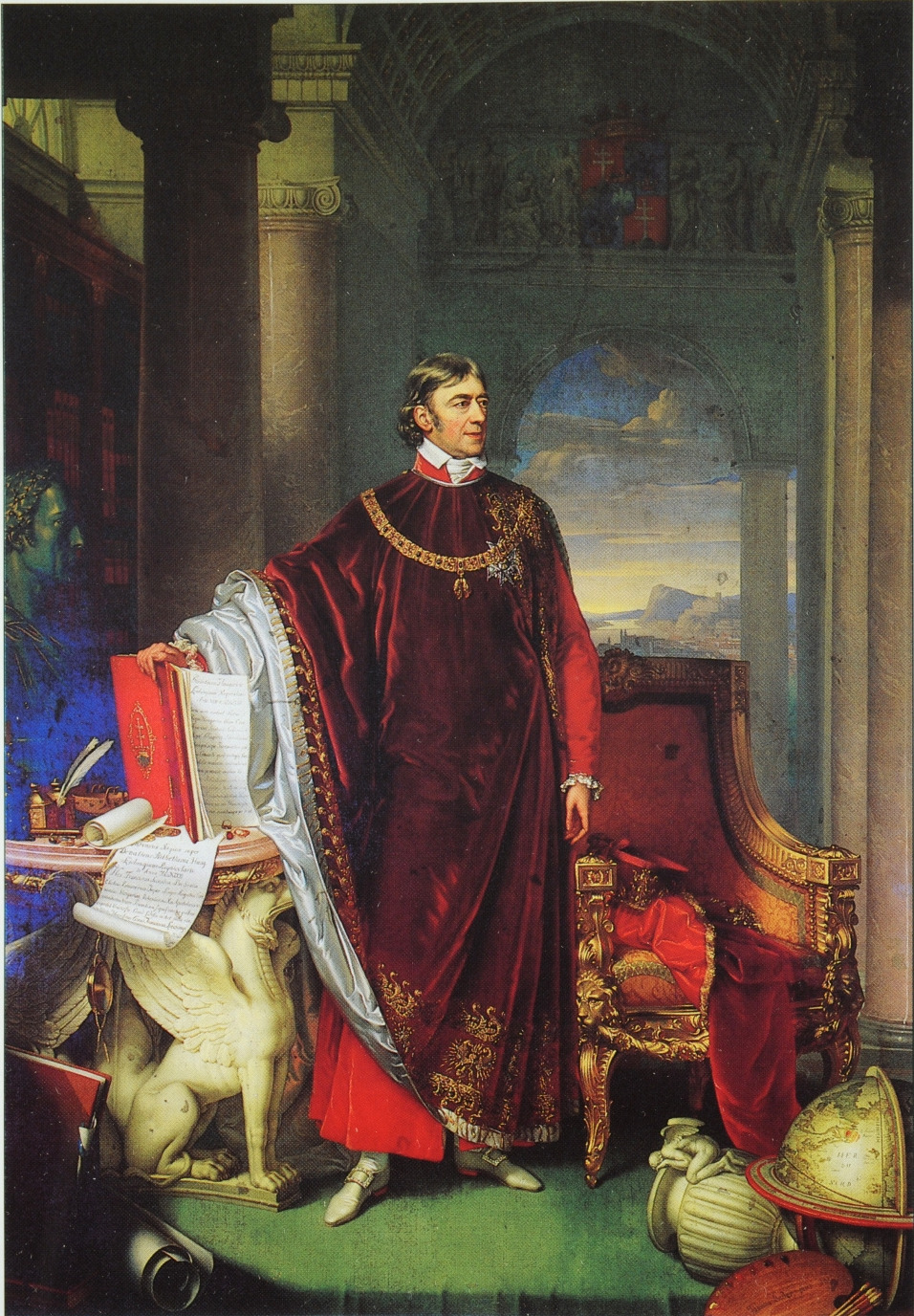
Széchényi Ferenc
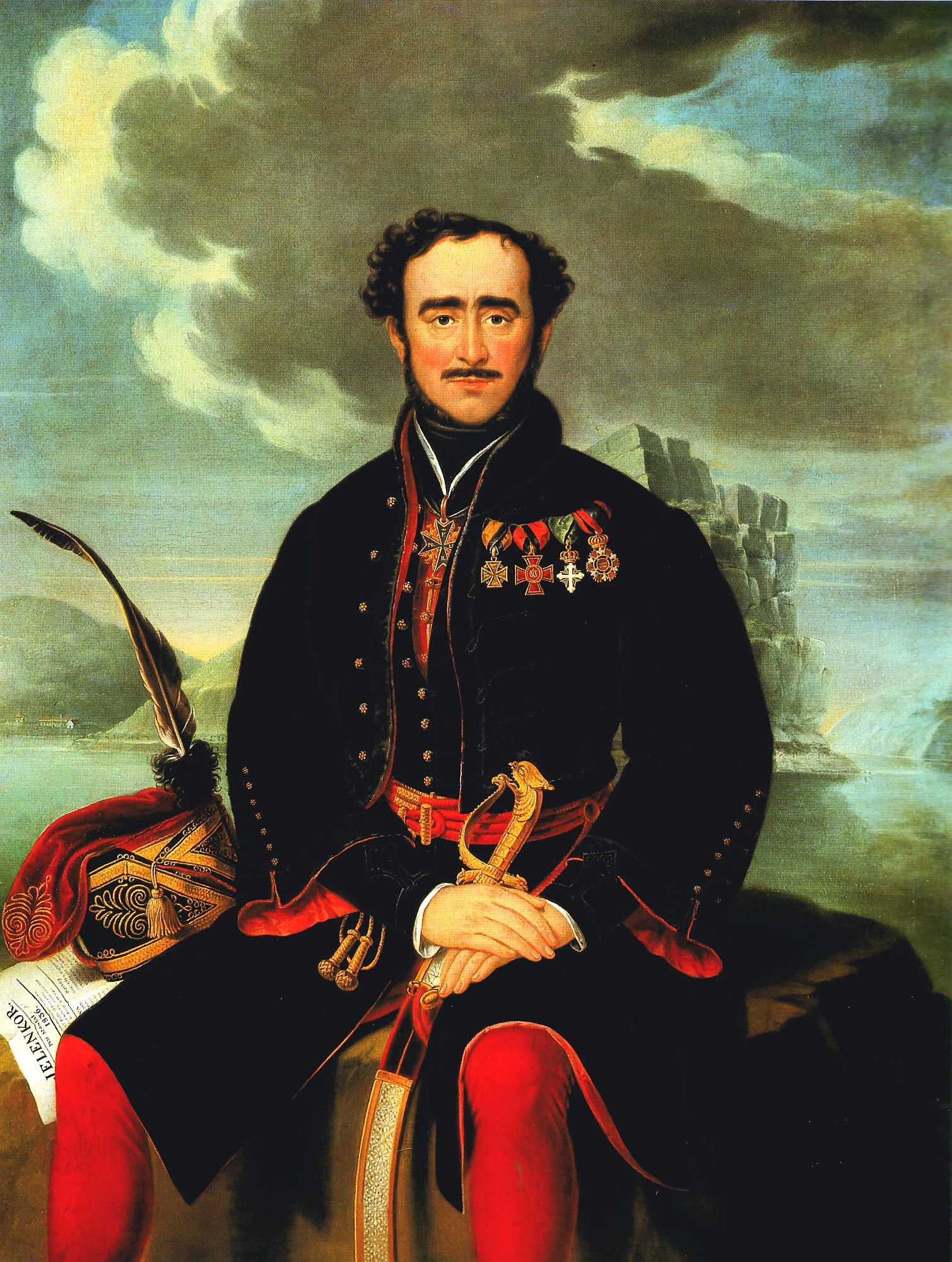
Széchenyi István
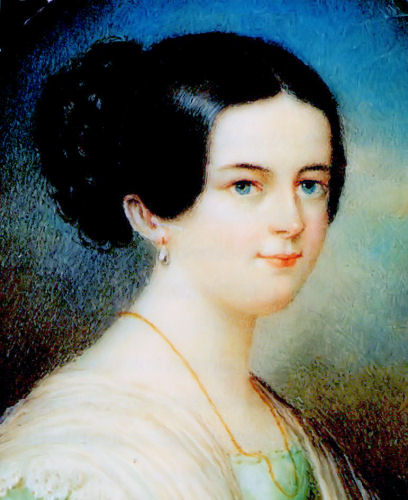
Seilern Crescence
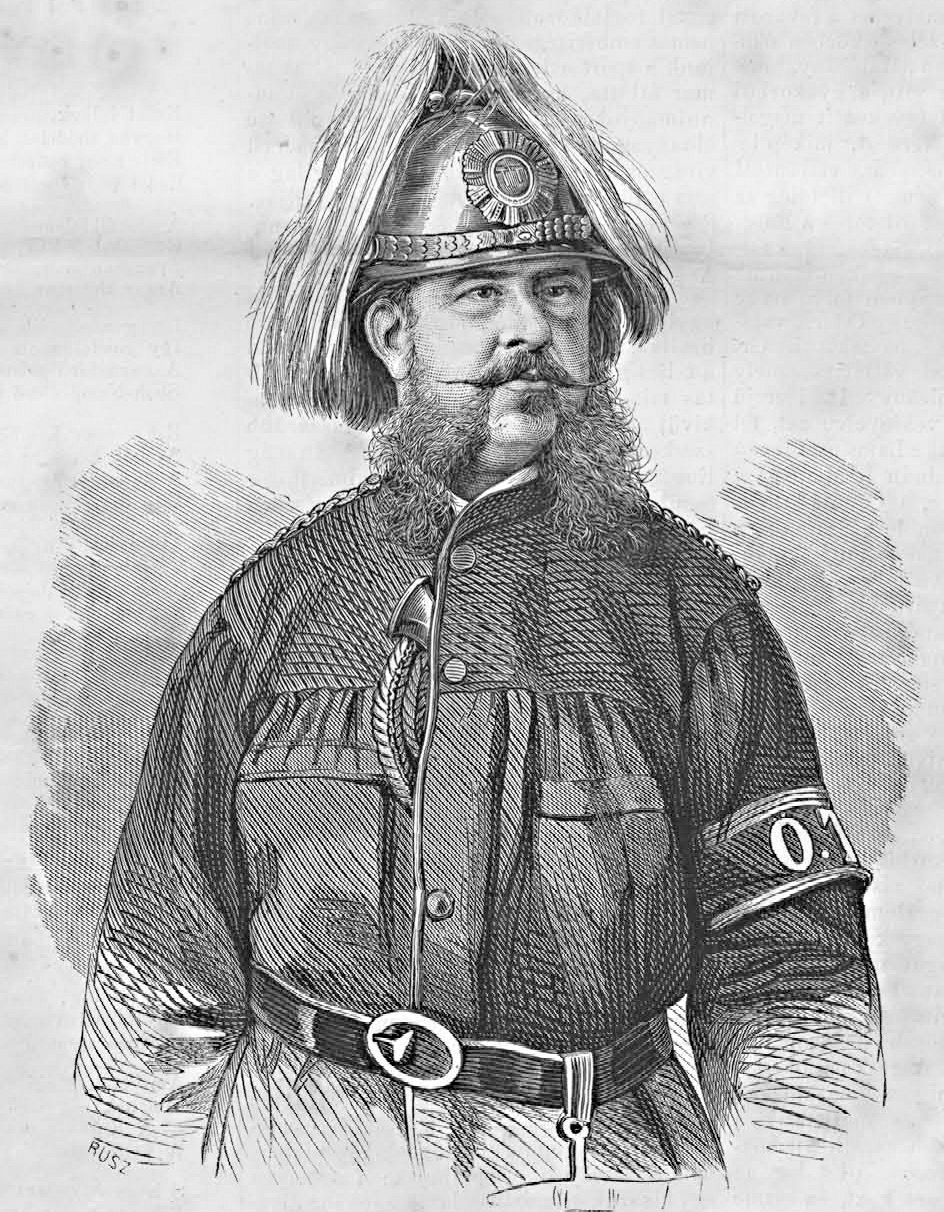
Széchenyi Ödön
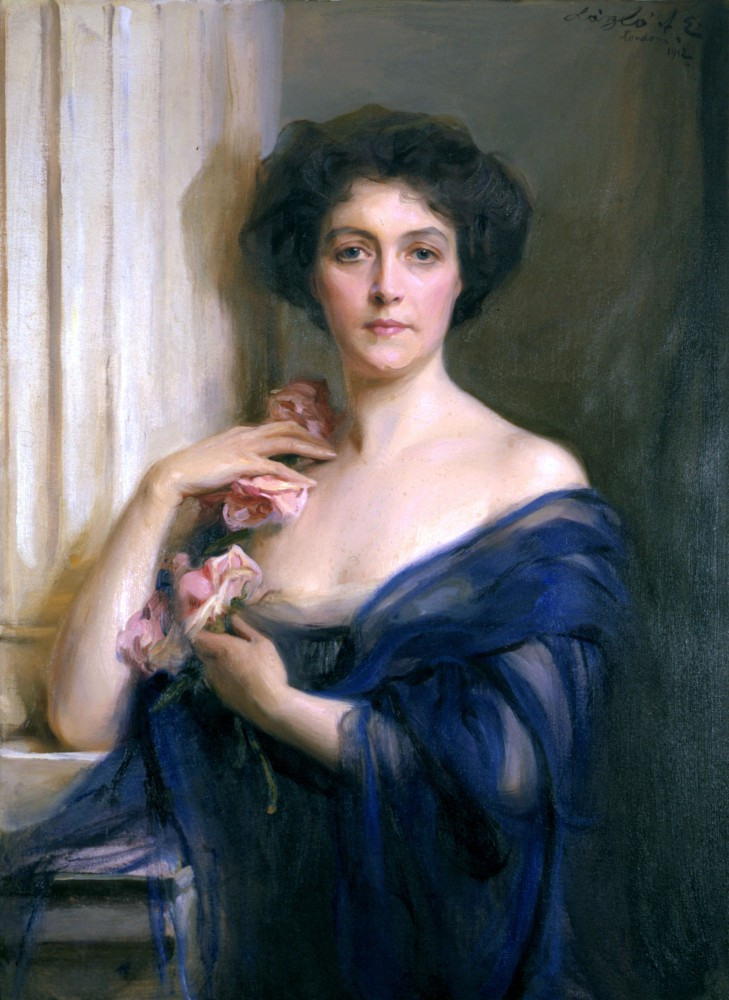
Emilia de Riquet et de Caraman-Chimay Széchenyi Dénesné
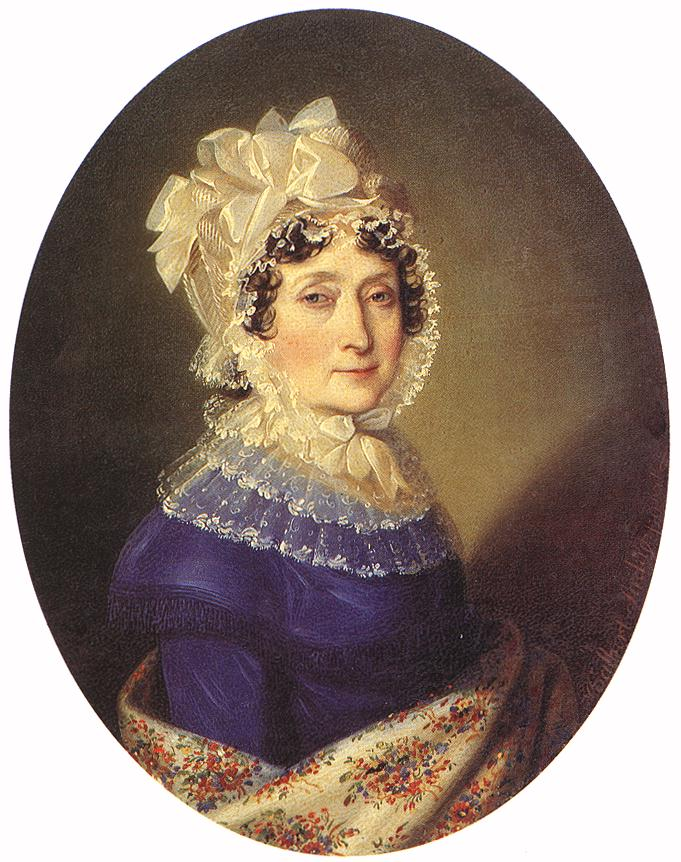
Széchényi Ferencné Festetics Julianna
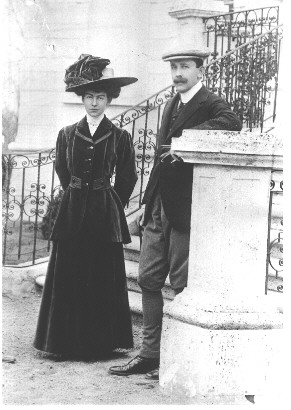
Széchenyi László és felesége
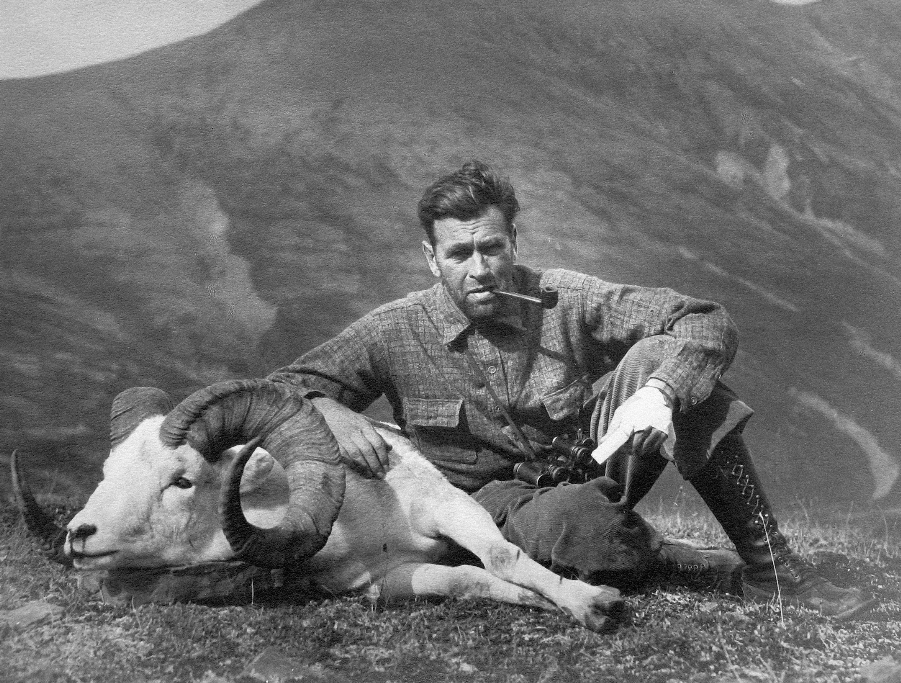
Széchenyi Zsigmond